# لاسلو فازکاش
لاسلو فازکاش (مجاری: László Fazekas؛ زادهٔ ۱۵ اکتبر ۱۹۴۷) بازیکن و مربی فوتبال اهل مجارستان بود.
از باشگاه‌هایی که در آن بازی کرده‌است می‌توان به باشگاه فوتبال اوی‌پشت، باشگاه فوتبال سنت ترویدنس، و باشگاه فوتبال رویال آنتورپ اشاره کرد.
وی به‌همراه تیم ملی فوتبال مجارستان در بازی‌های المپیک تابستانی ۱۹۶۸ به مقام قهرمانی دست پیدا کرده‌است.